# Euphorbia parishii
Euphorbia parishii là một loài thực vật có hoa trong họ Đại kích. Loài này được Greene mô tả khoa học đầu tiên năm 1886.